# Доње Црнатово
Доње Црнатово је насеље у Србији у општини Житорађа у Топличком округу. Према попису из 2022. било је 371 становника (према попису из 1991. било је 554 становника).

## Демографија
У насељу Доње Црнатово живи 436 пунолетних становника, а просечна старост становништва износи 48,8 година (47,0 код мушкараца и 50,8 код жена). У насељу има 127 домаћинстава, а просечан број чланова по домаћинству је 2,92.
Ово насеље је великим делом насељено Србима (према попису из 2002. године), а у последња три пописа, примећен је пад у броју становника.
|  |

| Демографија | Демографија | Демографија |
| Година      | Становника  | Становника  |
| ----------- | ----------- | ----------- |
| 1948.       | 686         |             |
| 1953.       | 729         |             |
| 1961.       | 709         |             |
| 1971.       | 700         |             |
| 1981.       | 633         |             |
| 1991.       | 554         | 546         |
| 2002.       | 519         | 529         |
| 2011.       | 480         |             |
| 2022.       | 371         |             |

| Етнички састав према попису из 2002.‍ | Етнички састав према попису из 2002.‍ | Етнички састав према попису из 2002.‍ | Етнички састав према попису из 2002.‍ | Етнички састав према попису из 2002.‍ |
| ------------------------------------ | ------------------------------------ | ------------------------------------ | ------------------------------------ | ------------------------------------ |
|                                      |                                      |                                      |                                      |                                      |
| Срби                                 | Срби                                 |                                      | 513                                  | 98,84%                               |
| Руси                                 | Руси                                 |                                      | 1                                    | 0,19%                                |
| Македонци                            | Македонци                            |                                      | 1                                    | 0,19%                                |
| непознато                            | непознато                            |                                      | 0                                    | 0,0%                                 |

| Година пописа     | 1948. | 1953. | 1961. | 1971. | 1981. | 1991. | 2002. |
| ----------------- | ----- | ----- | ----- | ----- | ----- | ----- | ----- |
| Број домаћинстава | 100   | 126   | 145   | 155   | 155   | 151   | 168   |

| Број чланова      | 1  | 2  | 3  | 4  | 5  | 6  | 7 | 8 | 9 | 10 и више | Просек |
| ----------------- | -- | -- | -- | -- | -- | -- | - | - | - | --------- | ------ |
| Број домаћинстава | 30 | 53 | 26 | 24 | 12 | 17 | 3 | 2 | 0 | 1         | 3,09   |

| Пол    | Укупно | Неожењен/Неудата | Ожењен/Удата | Удовац/Удовица | Разведен/Разведена | Непознато |
| ------ | ------ | ---------------- | ------------ | -------------- | ------------------ | --------- |
| Мушки  | 226    | 49               | 158          | 13             | 6                  | 0         |
| Женски | 226    | 25               | 156          | 38             | 7                  | 0         |
| УКУПНО | 452    | 74               | 314          | 51             | 13                 | 0         |

| Пол    | Укупно                    | Пољопривреда, лов и шумарство | Рибарство                            | Вађење руде и камена | Прерађивачка индустрија       |
| ------ | ------------------------- | ----------------------------- | ------------------------------------ | -------------------- | ----------------------------- |
| Мушки  | 147                       | 66                            | 0                                    | 0                    | 26                            |
| Женски | 94                        | 63                            | 0                                    | 0                    | 5                             |
| УКУПНО | 241                       | 129                           | 0                                    | 0                    | 31                            |
| Пол    | Производња и снабдевање   | Грађевинарство                | Трговина                             | Хотели и ресторани   | Саобраћај, складиштење и везе |
| Мушки  | 0                         | 22                            | 8                                    | 0                    | 9                             |
| Женски | 0                         | 1                             | 5                                    | 0                    | 0                             |
| УКУПНО | 0                         | 23                            | 13                                   | 0                    | 9                             |
| Пол    | Финансијско посредовање   | Некретнине                    | Државна управа и одбрана             | Образовање           | Здравствени и социјални рад   |
| Мушки  | 0                         | 1                             | 7                                    | 5                    | 2                             |
| Женски | 2                         | 1                             | 2                                    | 4                    | 10                            |
| УКУПНО | 2                         | 2                             | 9                                    | 9                    | 12                            |
| Пол    | Остале услужне активности | Приватна домаћинства          | Екстериторијалне организације и тела | Непознато            | Непознато                     |
| Мушки  | 0                         | 0                             | 0                                    | 1                    | 1                             |
| Женски | 0                         | 0                             | 0                                    | 1                    | 1                             |
| УКУПНО | 0                         | 0                             | 0                                    | 2                    | 2                             |